# Charles Ruijs de Beerenbrouck
Charles Joseph Marie Ruijs de Beerenbrouck (Roermond, 1 december 1873 – Utrecht, 17 april 1936) was een Nederlandse politicus van rooms-katholieken huize. Hij bekleedde diverse ministerschappen, was drie keer minister-president en twee keer voorzitter van de Tweede Kamer. Daarnaast was hij onder meer commissaris van de koningin in Limburg en kamerheer in bijzondere dienst van koningin Wilhelmina. Vanwege zijn grote sociale betrokkenheid werd hij ook wel de "rode jonker" genoemd.
Charles Ruijs was een telg uit het adellijke geslacht Ruijs de Beerenbrouck. Zijn grootvader had in 1830 zijn achternaam vernederlandst tot Ruijs van Beerenbroek en onder die geslachtsnaam werd Charles geboren. Zijn vader was het blijkbaar niet met die naamsverandering eens, want bij vonnis van de arrondissementsrechtbank te Roermond van 21 maart 1895 werd met terugwerkende kracht de officiële schrijfwijze van de geslachtsnaam weer bepaald op Ruijs de Beerenbrouck. Dat was ook de familienaam van Charles' Belgische moeder; een volle nicht van zijn vader.
Charles was heer van Beerenbrouck en Wolfrath en voerde het predicaat jonkheer. Hij was de zoon van jhr. Gustave Ruijs de Beerenbrouck (1842-1926), die minister van Justitie in het kabinet-Mackay (1888-1891) en gouverneur van Limburg (1893-1918) was geweest. Als minister van Justitie was zijn vader de grondlegger van de arbeidsinspectie en de eerste Arbeidswet uit 1889.

## Politiek
Ruijs de Beerenbrouck studeerde rechten, eerst aan de Rijksuniversiteit Utrecht en vanaf 1892 aan de Universiteit Leiden. Vanaf 1893 was hij praeses bij de R.K.S.V Augustinus. Hij promoveerde in december 1895 op het proefschrift "Strafrecht in het oude Maastricht". Na zijn studie was hij van 1896 tot 1901 advocaat en procureur in Maastricht. Van 1901 tot 1905 werkte hij bij het Openbaar Ministerie aldaar.
Ruijs de Beerenbrouck begon zijn politieke carrière in de gemeenteraad van Maastricht, waarvan hij van 1899 tot 1918 lid was. Van 19 september 1905 tot 16 mei 1918 was hij namens het kiesdistrict Gulpen Tweede Kamerlid voor de Algemeene Bond van R.K. Kiesverenigingen. In 1910 raakte hij geheel overwerkt. Na een jaar volledige rust nam hij zijn dubbele functie weer op.

#### Commissaris van de Koningin
Op 14 mei 1918 gaf Ruijs de Beerenbrouck zijn Kamerlidmaatschap op, nadat hij bij Koninklijk Besluit van 7 mei 1918 was benoemd tot commissaris van de koningin in Limburg. Hij volgde in die functie zijn vader op, die om gezondheidsredenen was afgetreden. Erg lang duurde zijn commissariaat niet. Al op 27 juli 1918 benaderde formateur Willem Hubert Nolens tijdens de kabinetsformatie hem met de vraag of hij premier zou willen worden.
Op 3 juli 1918 waren er voor het eerst verkiezingen gehouden volgens het stelsel van evenredige vertegenwoordiging en het algemeen kiesrecht voor mannen. De katholieken waren daarbij met dertig van de honderd Kamerzetels de grootste fractie geworden. Nolens besefte, dat hij als katholiek priester zelf geen eerste minister kon worden en zocht dus een andere kandidaat. Ruijs twijfelde echter en vroeg bedenktijd. Ook koningin Wilhelmina had haar bedenkingen tegen zijn kandidatuur, zij had liever een protestantse premier. Pas nadat De Savornin Lohman (vanwege zijn leeftijd), Colijn (vanwege verplichtingen bij de Bataafse Petroleum Maatschappij) en Idenburg (om gezondheidsredenen) voor de functie bedankt hadden, gaf zij op 29 augustus 1918 aan Ruijs de opdracht om een rechts (confessioneel) kabinet te vormen.

#### Eerste kabinet
Op 9 september 1918 ging het eerste kabinet-Ruijs de Beerenbrouck van start onder de tot dan toe jongste en eerste katholieke premier van Nederland. Ruijs trad tevens op als minister van Binnenlandse Zaken. Er werden twee nieuwe departementen opgericht: Onderwijs, Kunsten en Wetenschappen (De Visser, CHU) en Arbeid (Aalberse, RKSP).
Het kabinet had direct te kampen met de gevolgen van de Eerste Wereldoorlog: er heerste grote voedselschaarste; veel Belgische burgers en Duitse soldaten hadden in Nederland een goed heenkomen gezocht; via Amerikaanse soldaten was de Spaanse griep naar Europa gekomen; de Duitse keizer Wilhelm II en zijn zoon Wilhelm van Pruisen waren naar Nederland gevlucht, nadat op 4 november 1918 in Kiel de Novemberrevolutie was uitgebroken; en in Nederland dreigde de socialistische leider Troelstra een soortgelijke revolutie te ontketenen.
Het kabinet wist de problemen met succes het hoofd te bieden. Tussen 9 en 18 november 1918 leek Nederland aan de totale chaos en revolutie ten onder te gaan, maar op 13 november gaf Troelstra al voorzichtig toe dat zijn oproep tot revolutie een vergissing was geweest. Op 18 november was de dreiging voorbij en op 20 november hield koningin Wilhelmina een toespraak waarin zij de wens uitsprak om snel hervormingen door te voeren en de nood van het volk in al zijn diepte te bestrijden. Die hervormingen zouden onder meer hun beslag krijgen in de Arbeidswet die op 11 juli 1919 vrijwel unaniem door de Kamer werd aangenomen.

#### Tweede kabinet
In 1922 werd Ruijs na de verkiezingen opnieuw premier, dat naar hem tweede kabinet-Ruijs de Beerenbrouck genoemd wordt. Gevoelige kwesties waarmee dit kabinet te maken had, waren het gezantschap bij de Heilige Stoel en de Vlootwet. Op 18 juli 1923 diende minister van Financiën Dirk Jan de Geer zijn ontslag in, omdat hij zich niet kon verenigen met de financiële gevolgen van de Vlootwet. Hij werd opgevolgd door Hendrikus Colijn. Op 26 oktober 1923 werd de ontwerp-Vlootwet met 50 tegen 49 stemmen door de Tweede Kamer verworpen. Een dag later diende het kabinet zijn ontslag in. Dat werd echter niet door koningin Wilhelmina aanvaard. Na moeizame onderhandelingen binnen het kabinet kon Ruijs verder regeren. Het kabinet trad uiteindelijk in de zomer van 1925 toch af. Ruijs was daarna van 17 september 1925 tot 10 augustus 1929 voorzitter van de Tweede Kamer. Op 25 juli 1927 werd hij tot minister van Staat benoemd.

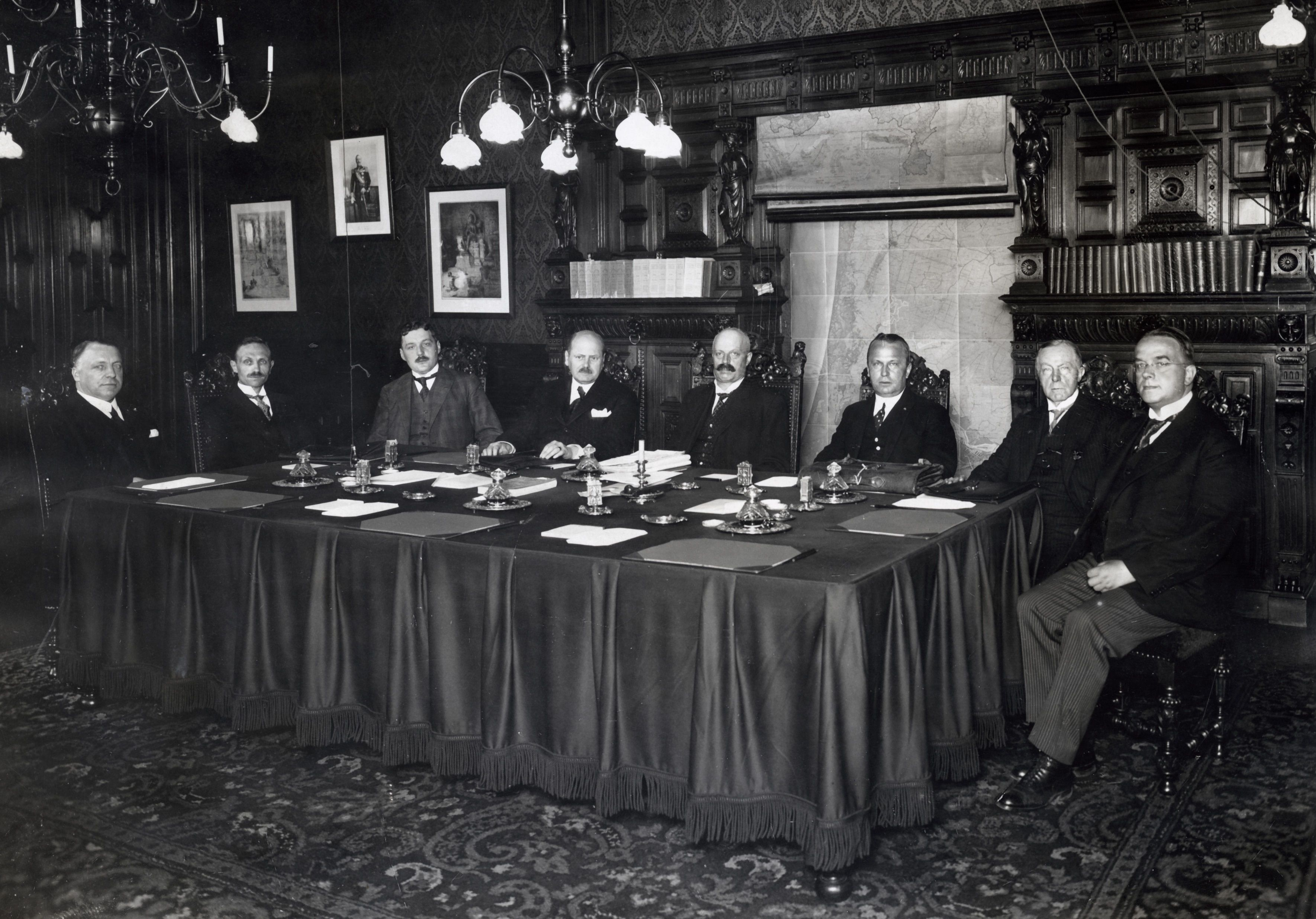
Ruijs de Beerenbrouck en zijn derde kabinet

#### Derde kabinet
In 1929 vormde Ruijs zijn derde en laatste kabinet. Hij bekleedde er naast het premierschap ook het ministerschap van Binnenlandse Zaken en korte tijd dat van Landbouw. Ruim twee maanden na het aantreden van het kabinet brak de beurskrach van 1929 uit, die een paar jaar later gevolgd werd door een wereldwijde economische crisis. Het kabinet moest fors bezuinigen en tegelijkertijd extra geld uittrekken voor werkloosheidsuitkeringen en subsidiëring van de landbouw. Dit leidde wederom tot grote sociale onrust. Toen een Kamermeerderheid zich begin 1933 verzette tegen het bezuinigingsplan om een aantal kantongerechten en rechtbanken op te heffen, besloot het kabinet om de Kamer te ontbinden en vervroegde verkiezingen uit te schrijven. Na zijn aftreden als premier werd Ruijs op 31 mei 1933 opnieuw Kamervoorzitter. Hij zou dat blijven tot aan zijn dood in 1936.

## Katholieke emancipatie
Ruijs de Beerenbrouck was niet alleen politiek, maar ook maatschappelijk erg actief en hij leverde daarmee belangrijke bijdragen aan de emancipatie van het katholieke volksdeel. Al in zijn jeugd bezocht hij armen en zieken in het kader van de Sint-Vincentiusvereniging. In zijn studietijd was hij de eerste voorzitter van de R.K. Studentenvereeniging Sanctus Augustinus. Van 1898 tot 1918 was hij voorzitter van Sobriëtas, de katholieke bond tot bestrijding van het drankmisbruik. In 1899 sloot hij zich aan bij een groep vooruitstrevende jonge katholieken die regelmatig bijeenkwam in Hotel Klarenbeek bij Arnhem en daarom ook wel De Klarenbeeksche Club werd genoemd. Mede dankzij zijn inzet om de Limburgse arbeiders en mijnwerkers te organiseren werden in 1900 de Limburgsche R.K. Volksbond en in 1907 de Algemeene Bond van Christelijke Mijnwerkers in Nederland opgericht. Van de Limburgse R.K. Volksbond was hij de eerste secretaris. Als lid van de Maastrichtse gemeenteraad ijverde hij voor de oprichting van een pensioenfonds ten behoeve van de gemeenteambtenaren. Van 1912 tot 1919 en van 1925 tot 1929 was hij lid van het curatorium van de R.K. Leergangen.
In het begin van de twintigste eeuw viel er op het gebied van de openbare hygiëne, de gezondheidsvoorlichting en -opvoeding en de verpleging van zieken veel te verbeteren. Ruijs werkte op deze terreinen onder meer mee aan de oprichting van het Limburgse Groene Kruis (1910), de katholieke vroedvrouwenschool in Heerlen (1913), de R.K. Reclasseringsvereniging (1916) en aan het organiseren van plaatselijke EHBO-cursussen.
Ruijs werkte regelmatig samen met de sociaal geëngageerde priesters Alfons Ariëns, Henri Poels en Wiel Nolens. Na de dood op 7 augustus 1928 van Alfons Ariëns hield Ruijs in heel Nederland lezingen over hem en ondernam pogingen om hem zalig te laten verklaren. De zaligverklaring is anno 2013 in Rome nog steeds aanhangig.

## Laatste jaren
Toen Ruijs de Beerenbrouck op 31 mei 1933 opnieuw benoemd werd als voorzitter van de Tweede Kamer was bij hem reeds de ziekte van Addison geconstateerd. Een ongeneeslijke ziekte van de bijnieren die in zijn tijd nog dodelijk was en gepaard gaat met moeheid. Hij besteedde zijn energie nog aan zijn drie idealen, de heroprichting van de abdij van Egmond, de zaligverklaring van zijn vriend Alfons Ariëns en de oprichting van de Sint Adelbertvereniging.
Na de Eerste Wereldoorlog had Ruijs de Beerenbrouck zich ingezet voor de heroprichting van de Abdij van Egmond die in 1573 tijdens de Reformatie was verwoest. Later zamelde hij geld in om hiervoor de gronden van de oude abdij aan te kopen. Zijn inspanningen waren succesvol, want in 1933 werd met de herbouw van de abdij begonnen en op 23 augustus 1935 trokken de eerste monniken in het nieuwe gebouw. Zijn laatste bezoek aan de abdij was op 22 maart 1936 vanwege het feit dat de abdij van Egmond door de paus erkend was als klooster (afhankelijk van Oosterhout). Hij was toen zichtbaar vermoeid.
In 1934 richtte Ruijs de Beerenbrouck de Sint Adelbertvereniging op. Ruijs vond dat de katholieke elite nogal eens tekortschoot in het naleven van de christelijke deugden. Doelstelling van de vereniging was dan ook om een katholieke visie op het maatschappelijk leven in Nederland te ontwikkelen, die gebaseerd was op de beginselen van naastenliefde en het dragen van elkaars lasten. Zelf droeg Ruijs die beginselen in de jaren dertig uit door zijn invloed aan te wenden om vervolgden uit Hitler-Duitsland naar Nederland en naar andere landen te laten vluchten.
De laatste winter voor zijn overlijden besteedde hij veel energie aan zijn derde ideaal, de zaligverklaring van Alfons Ariëns. Hij hield die winter twintig lezingen.

## Gezin
Charles Ruijs de Beerenbrouck trouwde op 15 april 1902 in Warnsveld met jkvr. Maria Josephina Ernestina Alexandrina (Mies) van der Heijden van Doornenburg, vrouwe van Suideras (H. Suideras in Vierakker (destijds gemeente Warnsveld), 19 augustus 1877 – H. Suideras, 17 januari 1948). Zij hadden drie kinderen:
- Maria Joanna Alexandrina (Maastricht, 5 maart 1903 – H. Suideras, 29 januari 1999). Zij trouwde op 16 februari 1925 in Warnsveld met jhr. mr. Carel Marie Otto van Nispen tot Sevenaer (Nijmegen, 30 september 1895 – H. Suideras, 6 januari 1995). Zij kregen een dochter en een zoon.
- Gustave Alexander Marie Joannes (Maastricht, 3 augustus 1904 – Sittard, 10 maart 1983). Hij trouwde op 18 mei 1931 in Mheer met Marie Mathilde barones de Loë (Bonn, 10 april 1901 – Sittard, 24 januari 1989). Het huwelijk bleef kinderloos. Gustave was net als zijn vader politicus. Hij was lid van de Provinciale Staten van Limburg (1935-1941, 1946-1948), lid van de Tweede Kamer (1937-1948, 1955-1956) en lid van de Eerste Kamer (1948-1955).
- Joanna Maria Alfrida Louisa (Maastricht, 6 oktober 1910 – H. Suideras, 21 augustus 1992). Zij trouwde op 14 april 1948 in Warnsveld met Jan Joseph Godfried baron van Voorst tot Voorst (Kampen, 29 december 1880 – H. Suideras, 11 november 1963). Het huwelijk bleef kinderloos.

## Dood
Ruijs de Beerenbrouck overleed op 17 april 1936 in het St. Antonius Gasthuis te Utrecht. Hij was vanuit 't Suideras naar Utrecht gebracht voor een behandeling, maar overleed kort na aankomst, zonder enige doodstrijd, met de woorden: Leven zonder te werken kan ik niet.
Hij werd op 21 april 1936 begraven in het familiegraf bij de kerk van de H. Willibrordus in Vierakker. De belangstelling voor zijn begrafenis was zo groot dat de Nederlandse Spoorwegen een extra trein moesten inzetten om de mensen naar en van het nabijgelegen Zutphen te vervoeren.

## Onderscheidingen
Ruijs de Beerenbrouck ontving op 20 mei 1925 het Grootkruis in van de Orde van Pius IX Pius Orde. Hij ontving de orde van Paus Pius XI persoonlijk die hem dankte voor wat hij voor de katholieke en openbare zaak gedaan had. Aan de verlening was de titel Nobile Romano en erfelijke Pauselijke adeldom verbonden. In 1939 werd deze voor nieuwe ontvangers van de Orde afgeschaft. Ruijs de Beerenbroek is in de twintigste eeuw, naast P.W.A. Cort van der Linden en W.J.R. Dreesmann, de enige Nederlander aan wie de erfelijke pauselijke adeldom verleend is.
Charles Ruijs de Beerenbrouck was Ridder in de Orde van de Nederlandse Leeuw (31 augustus 1913) en Commandeur in de Orde van de Nederlandse Leeuw (29 augustus 1925). Verder was hij o.a. drager van het Grootkruis Leopoldsorde (België), Grootkruis Eikenkroon (Luxemburg), Grootkruis Legioen van Eer (Frankrijk), Grootkruis Wasa Orde (Zweden), Grootkruis Olaf Orde (Noorwegen), Grootkruis Bolivar (Venezuela) en Grootkruis Rijzende Zon (Japan).
Hij wordt op de website Politiek & Parlement getypeerd als een "hoffelijke edelman en goed teamleider, die ook door niet-geloofsgenoten werd gewaardeerd." 

## Trivia
Er zijn verschillende straten (lanen) naar hem vernoemd, onder andere in Heerlen centrum.